# 제11회 인디다큐페스티발
제11회 인디다큐페스티발은 2011년 3월 24일에 열린 시상식이다.

## 수상 및 후보

### 국내 신작전
- 배다리 사람들 - 김소희
- 저수지의 개들 - 최진성
- 울음 - 황선숙
- 아이들 - 류미례
- 짜오안 - 모우에 히로꼬
- 행복의 조건 - 윤지용
- 그 자식이 대통령 되던 날 - 손경화
- 잔인한 계절 - 박배일
- 한국인 이야기 - 황윤욱
- 선철규의 자립이야기 '지렁이 꿈틀' - 장애in 소리
- 신봉리 우리집: 흔한이야기 - 엄태화
- 장님놀이 - 주형원
- 소피와 수진 사이 - 최윤정
- 죽은 개를 찾아서 - 김숙현
- 모래 - 강유가람
- 고양이 춤 - 윤기형
- 송여사님의 작업일지 - 나비
- 레즈 - 선호빈
- 러브 인 코리아 - 박제욱
- 23x371일 - 용산 남일당 이야기 - 오두희
- 꿈의 공장 - 김성균
- 야만의 무기 - 이강길
- 오월愛 - 김태일
- 조치원 - 장덕래
- 마이 스윗 홈 - 국가는 폭력이다 - 김청승
- 보라 - 이강현
- 하얀 정글 - 송윤희

### 올해의 초점
- 술자리 다큐 에피소드 1 - 음주신학 - 공미연
- 청계천 메들리 - 박경근
- 종로의 기적 - 이혁상
- 세발 까마귀 - 오정훈
- 원진별곡 - 김태일
- 기차길 옆 공부방 - 서경화
- 우리는 전사가 아니다 - 박세호
- 명성, 그 6일의 기록 - 김동원
- 아시아에서 여성으로 산다는 것 - 변영주
- 동강은 흐른다 - 김성환
- 친구 - 류미례
- 대추리 전쟁 - 정일건
- 할매꽃 - 문정현
- 길 - 김준호

### 아시아의 초점
- 사랑노래 - 장 잔보
- 인디고공장 - 루어 리메이
- 서랍민족 - 판 포포
- 창추안마을 - 황 메이
- 길 위에서 - 양이슈
- 잃어버린 벽 - 판 즈치

### 다큐멘터리 발언대
- 농민 - 박명순
- 죽지 않았다 - 김성만
- 강길 - 이동렬
- 땅 - 강세진
- 비엔호와 - 박배일
- 저문 강에 삽을 씻고 - 김준호 외 1명
- 강에서... - 이동렬